# DMDEE
DMDEE是一种有机化合物，也称为2,2'-二吗啉基二乙醚（英語：2,2'-dimorpholinodiethyl ether），化学式为C12H24N2O3，常应用于聚氨酯工业。